# Популационна вълна
Популационната вълна представлява рязка промяна на числеността на индивидите в дадена популация. Може да бъде периодична или непериодична. При периодичните популационни вълни се наблюдава увеличаване или намаляване на индивидите от популацията през различните сезони. Непериодичните популационни вълни се дължат на случайни събития като природни бедствия (отрицателна популационна вълна) или отстъствието на конкурент (положителна популационна вълна). При положителните популационни вълни индивидите от популацията се увеличават, а при отрицателните - намаляват. 
Еволюцията се подсилва от вътревидовата борба за съществуване. Отрицателната засилва мутацията с цел издръжливост.